# テクネイジア
テクネイジア（Technasia）は、フランスのシャール・シグリング（Charles Siegling）と、香港のアミル・カーン（Amil Khan）によるテクノユニット。別名義にPopsodaがある。
2008年にアミル・カーンが投機事業に専念するために脱退し、シャール・シグリングのソロ・プロジェクトとなった。
また、Technorientレーベルを主宰し、自身の名を冠するTechnasia Recordsをはじめ、複数のサブレーベル（Sino、Minimaxima、Ethique Recordings、Loopaなど）を運営している。
サブレーベルからはテクネイジア以外にも、John Thomas、Joris Voorn、Renato Cohenなど世界各地のアーティストが作品を発表しており、日本からもRyoh MitomiがMinimaximaよりリリースしている。

## ディスコグラフィ

### オリジナルアルバム
- Future Mix (2001年)
- Popsoda (2006年)
- Central (2010年)

### リミックスアルバム
- Recreations (2002年)

### Popsoda 名義
- Luv Luv Robot